# Mary Jane Reoch
Mary Jane Reoch (ur. 2 stycznia 1945 w Filadelfii – zm. 11 września 1993 w Dallas) – amerykańska kolarka torowa i szosowa, dwukrotna medalistka torowych mistrzostw świata.

## Kariera
Pierwszy sukces w karierze Mary Jane Reoch osiągnęła w 1971 roku, kiedy na szosowych mistrzostwach kraju zdobyła złoty medal w szosowych wyścigu ze startu wspólnego. Cztery lata później, podczas torowych mistrzostw świata w Liège zdobyła srebrny medal w indywidualnym wyścigu na dochodzenie, ulegając jedynie Keetie van Oosten-Hage z Holandii. W tej samej konkurencji wywalczyła również brązowy medal na mistrzostwach świata w Lecce w 1976 roku. W zawodach tych wyprzedziły ją jedynie Keetie van Oosten-Hage oraz Włoszka Luigina Bissoli. Ponadto Mary Jane Reoch wielokrotnie zdobywała medale mistrzostw Stanów Zjednoczonych, zarówno w kolarstwie torowym jak i szosowym. Nigdy jednak nie wystartowała na igrzyskach olimpijskich.